# Юрковиці (Опатовський повіт)
Юрковиці (пол. Jurkowice) — село в Польщі, у гміні Опатув Опатовського повіту Свентокшиського воєводства.
Населення — 149 осіб (2011).
У 1975—1998 роках село належало до Тарнобжезького воєводства.

## Демографія
Демографічна структура на день 31 березня 2011 року:
|          | Загалом | Допрацездатний вік | Працездатний вік | Постпрацездатний вік |
| -------- | ------- | ------------------ | ---------------- | -------------------- |
| Чоловіки | 71      | 14                 | 52               | 5                    |
| Жінки    | 78      | 13                 | 42               | 23                   |
| Разом    | 149     | 27                 | 94               | 28                   |